# 1686 De Sitter
1686 De Sitter је астероид главног астероидног појаса чија средња удаљеност од Сунца износи 3,158 астрономских јединица (АЈ).
Апсолутна магнитуда астероида је 10,9.